# المحاويل
المحاويل هي مدينة عراقية ومركز قضاء المحاويل في محافظة بابل على بعد 20 كم شمالي مدينة الحلة جنوب بغداد، وهي واحدة من المدن العربية متعددة الطوائف الإسلامية يسكنها السنة والشيعة وهي من المدن التي تعرف بالتعايش السلمي بين اهلها . بلغ عدد سكانها 31200 نسمة في عام 2018.

## التسمية
أخذت البلدةُ اسمَها من الخان الموجود فيها فسُميّت خان المحاويل، وأنَّ الاسمَ «محاويل» لغةً: مشتق أو محرَّفٌ من الفعل تحوّلَ يتحوّلُ تحويلاُ أو تحويلةً والمحاويل جمعٌ له أو ما يماثله في اللغة العربية بديلاً عن تحاويل جمع تحويلة، نحو: الفعل سبّح يُسبِّحُ تسبيحاً وتسبيحةً وتسابيح تماماً كمحاويل أو تحاويل، والمحاويل جمع تكسير من (حول) أيضا.
واصطلاحًا: هو مكان يستريحُ فيهِ المسافرون القادمون من مدينة النجف وباقي مدن جنوب العراق ووسطه في طريقهم إلى بغدادَ العاصمة، فالخان هو محطّة استراحة كفندق مجاني في ذلك الوقت ، وان المكان هذا كانت تجري فيه عمليات تحويل المسافرين من عربة إلى أخرى، أو إبدال الخيول التي كانت تجّرها بأخرى أخذت قسطها من الراحة والماء والطعام ( العَلَف)، وكذلك الأمر بالنسبة لخيّالة بريد حكومات في ذلك الزمن، إذْ درجوا على تبادل مهمات إيصال بريد الحكومة بين مرحلة وأخرى ففريقٌ يستريح وفريق يواصل المهمة فضلاً عن حماية المسافرين وتأمين طرق القوافل.

أصل التسمية: الأسم مشتق من حوَّل، وهي المهارة ودقة التصرف، قال الأزهري يجوز أن يستعمل حولت مكان تحولت، والاسم الحويل وهو مصدر أيضا قال الراعي:
وهو اسم معروف وهناك أسماء أخرى سمّيت بهذا الاسم في العراق منها (محاويل البصرة) التي تغنّى بها المطربون.

## تاريخ
كانت وماتزال المحاويل منطقة الحلّ والترحال لكل ممّن مرّ عبرها، تشكلت إدارة ناحية المحاويل سنة 1889م، قامت الحكومة العُثمانية بتشكيل إدارة (ناحية المحاويل) في قرية الصباغية عام (1889م)؛ بهدف ضبط العشائر والسيطرة عليها وكسبها، ولقد تزامن تشكيل إدارة ناحية المحاويل مع نقل لواء الحلة إلى الديوانية عام 1889م من قبل والي بغداد، وكان (علي رضا بك) متصرفًا للحلة حيث تحوّلت متصرفية الحلة إلى قائمقامية على اثر ذلك النقل. وأصبحت مدينة يُديرها قائمقام اسمه (عارف الالوسي) كان المقر الرئيس لإدارة ناحية المحاويل في منطقة (شبه ربوه) في قرية الصباغية، وأول مدير لها عند تشكليها هو أمين أفندي عام 1889م.

## الموقع الجغرافي
يقع مركز قضاء المحاويل بين محافظتي بغداد وبابل، شمال مُحافظة بابل، وتبعد عنها حوالي 20 كم عن مركز المحافظة - الحلة، وكذلك تقع جنوب محافظة بغداد وتبعد حوالي 80 كم، وهي موقع مهم يربط بين المحافظات الوسطى والجنوبية، وتمتاز بمساحاتها الواسعة من الأراضي الزراعية الخصبة.

### النواحي
1. ناحية الإمام
2. ناحية النيل

### الأحياء السكنية
1. حي الفاروق
2. حي الزهراء
3. حي النور
4. حي الانتصار
5. الحي الصناعي
6. حي الشهداء
7. حي علي الهادي (الشاكرية)
8. حي الجمهوري
9. الحي العسكري
10. حي السلام (خنفاره)